# 塞夫尼察市鎮

塞夫尼察市鎮在斯洛文尼亚的位置

46°0′33.17″N 15°18′14.74″E / 46.0092139°N 15.3040944°E
塞夫尼察市鎮，是斯洛文尼亞東部的一個市镇，傳統上屬於克拉尼斯卡地區，行政中心为塞夫尼察。市镇面積为272.17平方公里，2010年人口17,631，人口密度每平方公里65人。

## 外部連結
- 官方网站  （斯洛文尼亚文）